# Emilia Pardo Bazán, a condesa rebelde
Emilia Pardo Bazán, a condesa rebelde és un llargmetratge gallec per a televisió, produït el 2011 dirigit per Zaza Ceballos. Es tracta d'una biografia sobre Emilia Pardo Bazán, i es va estrenar el 28 de setembre de 2011 al Teatro Rosalía de la Corunya.

## Sinopsi
La vida d'Emilia Pardo Bazán (La Corunya, 1851 - Madrid, 1921) autora d’obres tan emblemàtiques de la literatura gallega en castellà com Los pazos de Ulloa i La madre naturaleza, estava ple d '"escàndols i controvèrsies". Va gaudir de l'amistat de Victor Hugo, Benito Pérez Galdós, Miguel de Unamuno i Clarín, entre altres escriptors famosos.
Pionera en moltes facetes, va ser la primera dona a Espanya a desenvolupar una càtedra universitària, la primera periodista professional a la península, ideòloga del feminisme del segle xix i autora de novel·les, llibres de viatges, biografies i prop de mil assajos, articles i cròniques a la premsa espanyola i internacional.
La trama comença després de la publicació de la novel·la La Tribuna i del volum La cuestión palpitante, quan la polèmica esclata en cercles conservadors. És en aquest moment quan Emilia Pardo Bazán decideix dedicar la seva vida a la literatura.

## Producció
La directora de la pel·lícula, Zaza Ceballos, va explicar que tres personatges fonamentals del segle xix, que "van ser tres dones i contemporànies gallegues", Emilia Pardo Bazán, Rosalía de Castro i Concepción Arenal la va fer idear una mena de trilogia inaugurada per l'autora corunyesa. L'objectiu final de la pel·lícula és recopilar tots els elements que conformaven la vida i l'obra de Pardo Bazán, intentant ser el més fidel possible a la realitat.
L'entorn on va viure l'escriptora es recrea en diferents espais amb un gran realisme: la Casa-Museu, seu de la Real Academia Galega, on van rodar algunes escenes de la seva joventut; el Monestir de Poio (Pontevedra) recrea una llibreria present al llarg de la pel·lícula i on l'autora va debatre amb el llibreter i la seva filla; També es van utilitzar llocs com els jardins del Pazo de Meirás, l'Ateneo de Madrid o la Fàbrica de Tabacs de la Corunya, que van inspirar Pardo Bazán a escriure 'La Tribuna.
En el procés de documentació de la pel·lícules hi participaren especialistes com Darío Villanueva, secretari de la Real Academia Española, Xosé Ramón Barreiro, expert pardobazanista, Ángeles Quesada o Julia Santiso, comissària de la Casa Museu d'Emilia Pardo Bazán.

## Repartiment

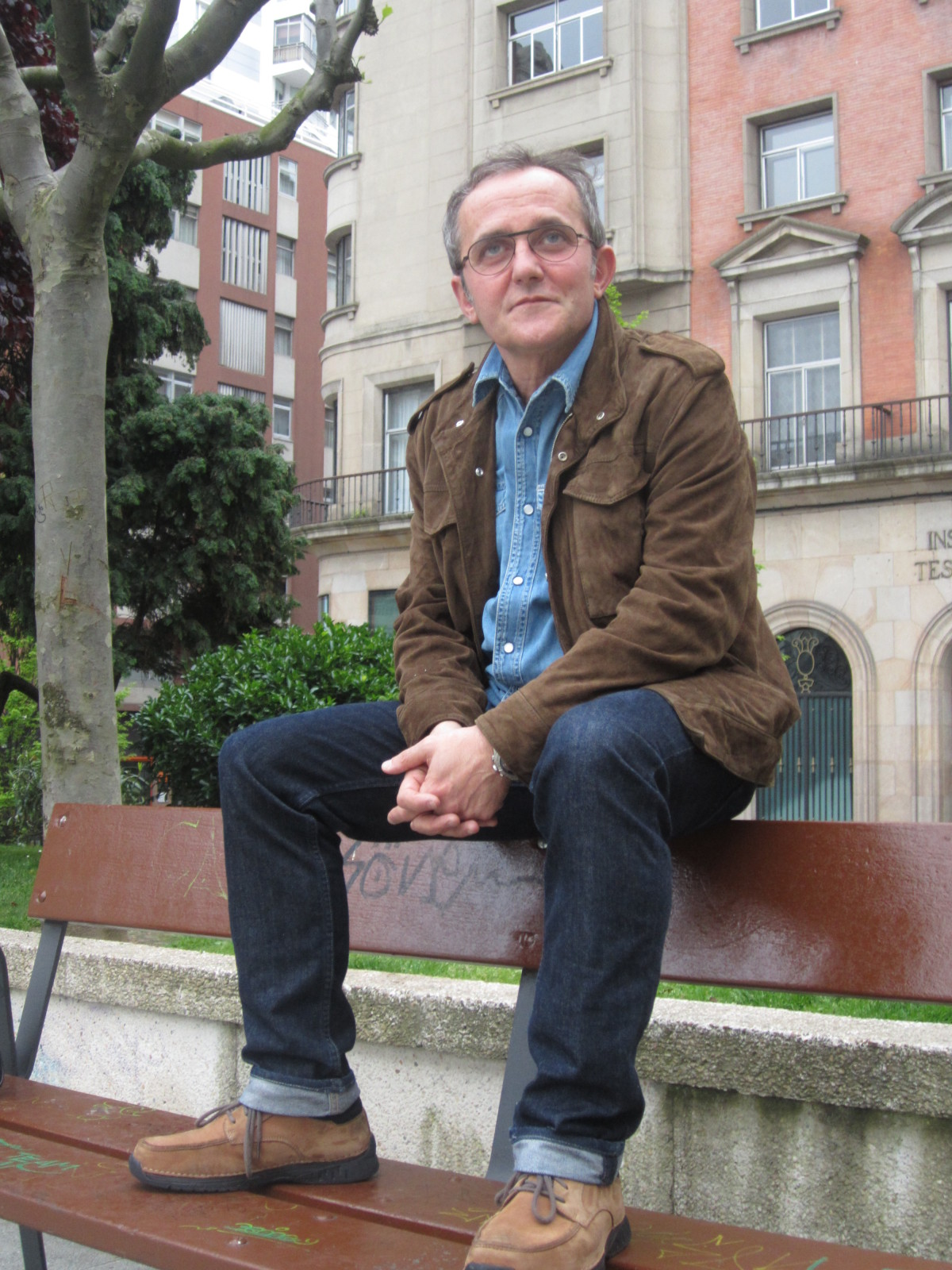
"Morris" el 2012.

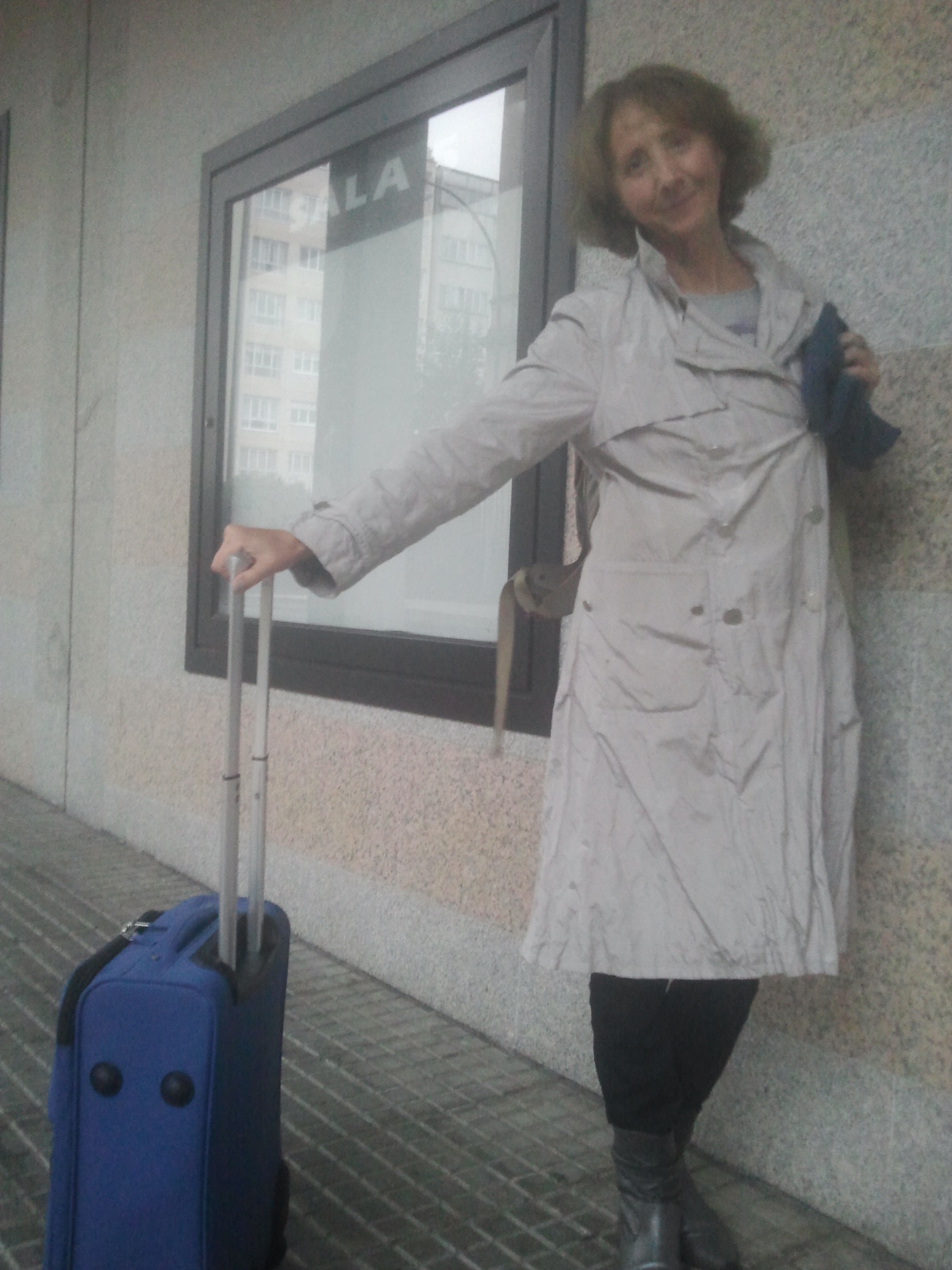
Mabel Ribera el 2013.

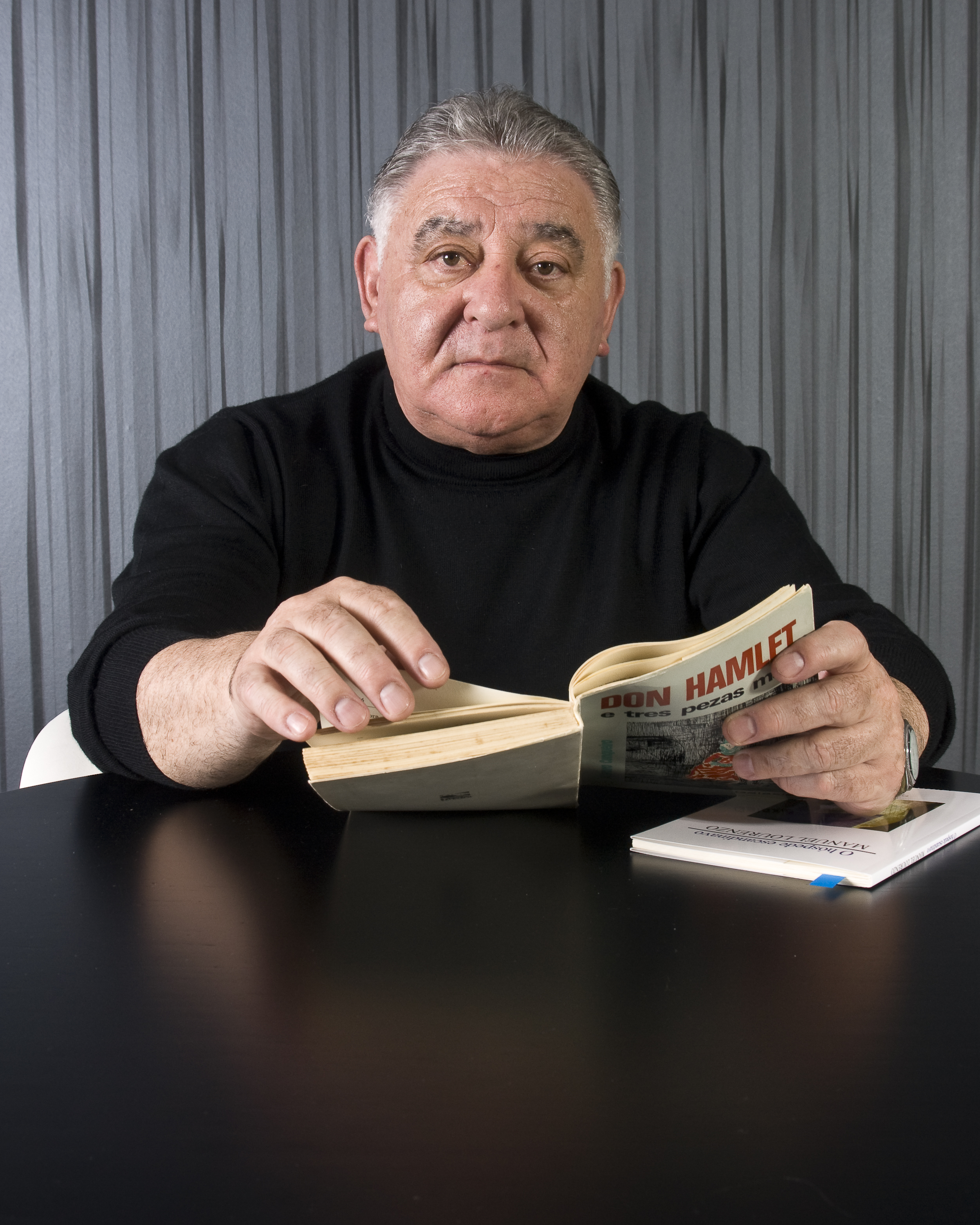
Manuel Lourenzo el 2010.

Interpretar a una dona tan contundent, intensa i icònica com Pardo Bazán requeria una altra dona amb força i personalitat a la pantalla. L'escollida va ser la gallega Susana Dans. Treballar amb el personatge va ser un treball exhaustiu, a causa de "la gran quantitat de material".
La representació també compta amb el suport d’actors i actrius, tant gallecs com de la resta d’Espanya. Mabel Rivera, Antonio Durán "Morris", Manuel Lourenzo o Casilda Alfaro representen "les veus crítiques o d'acceptació de l'escriptora en l'entorn de la societat on va viure", segons el director.

## Presència femenina
La pel·lícula la van fer majoritàriament dones, des de la direcció, el guió, la producció, el maquillatge o l'estilisme. Aquest tret coincideix amb el desig de mostrar les contribucions de Pardo Bazán en la consecució de la igualtat entre homes i dones, un tret latent al llarg de l’obra. A més, la directora va destacar la gran ajuda de la Secretaria General de la Dona i del Ministeri d'Educació i Cultura.

## Premis i nominacions
Premis Mestre Mateo
| Any  | Categoria                      | Receptor                     | Resultat   |
| ---- | ------------------------------ | ---------------------------- | ---------- |
| 2011 | Millor pel·lícula de televisió | Zenit Television i TVG       | Nominada   |
| 2011 | Millor actriu                  | Susana Dans                  | Guanyadora |
| 2011 | Millor maquillatge i pentinat  | Mara Collazo i Chicha Blanco | Guanyadors |
| 2011 | Millor disseny de vestuari     | Maria Gil                    | Guanyador  |